# 1728 год в науке
В 1728 году произошли различные научные и технологические события, некоторые из которых представлены ниже.

## События

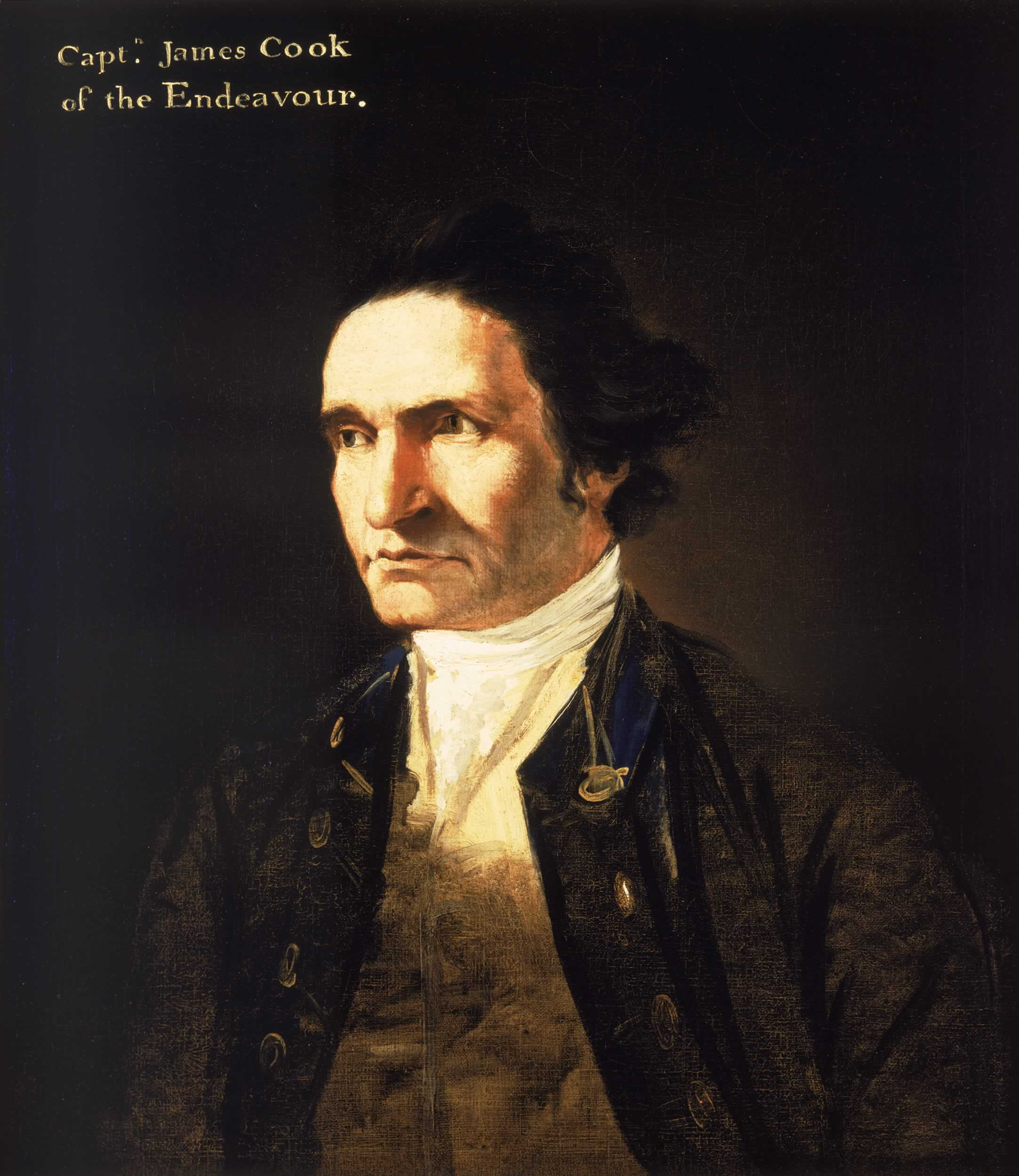
Джеймс Кук

- Началась публикация первого русского научного журнала «Комментарии Петербургской Академии наук» (Commentarii Academiae scientiarum imperiali, на латинском языке)[1].
- Написана Книга об Ираклии — один из старейших письменных памятников на суахили.

## Родились
- 28 мая — Мария Ардингелли, итальянская переводчица и естествоиспытательница (ум. 1825).
- 26 августа — Иоганн Генрих Ламберт, немецкий физик и философ (ум. 1777).
- 30 сентября — Мартин Почобут-Одляницкий, белорусский и литовский просветитель, астроном, математик, ректор Главной виленской школы (1780—1803) (ум. 1810).
- 27 октября — Джеймс Кук, английский мореплаватель (ум. 1779).

## Скончались
- 28 апреля — Калеб Трелкелд, британский ботаник и врач.
- 11 августа — Уильям Шерард, британский ботаник.